# Kształcenie zawodowe w Niemczech
Kształcenie zawodowe w Niemczech – proces kształcenia zawodowego w Niemczech rozpoczyna się na poziomie szkoły średniej drugiego stopnia.
Istnieją dwie ścieżki umożliwiające zdobycie kwalifikacji zawodowych:
- kształcenie w szkole średniej drugiego stopnia o profilu zawodowym,
- kształcenie w systemie dualnym.

## Szkoły średnie drugiego stopnia o profilu zawodowym

### Berufsfachschule– szkoła zawodowa
Berufsfachschulen przygotowują do zawodu (jednego bądź kilku) oferując wstępne szkolenie zawodowe w jednym lub kilku zawodach regulowanych lub prowadzi do uzyskania pełnych kwalifikacji zawodowych w określonym zawodzie. Oferują również dalszą edukację ogólną. Berufsfachschulen kształcą w kierunkach: biznesowym, języków obcych, sztuki, rzemiosła, pracy społecznej, pracy w sektorze zdrowia. Listę konkretnych zawodów reguluje prawo federalne. W przypadku, gdy uczeń nie uzyskuje pełnych kwalifikacji kończąc ten typ szkoły, ukończenie szkoły może zostać zaliczone do formalnego szkolenia w zawodzie, który wymaga takiego stażu. Absolwenci Berufsfachschulen mogą również przystąpić do egzaminu walidacyjnego przed odpowiednim organem (jeśli dany land przyjął odpowiednie regulacje, które to umożliwiają) i potwierdzić swoje kwalifikacje oraz ich zgodność z kwalifikacjami nabywanymi w systemie dualnym. Warunkiem przyjęcia do Berufsfachschule jest certyfikat ukończenia edukacji obowiązkowej. Czas trwania nauki, w zależności od specjalizacji, wynosi od 1 roku do 3 lat (16–19 lat).

### Fachoberschule– szkoła średnia techniczna
Fachoberschule trwa dwa lata (obejmuje 11. i 12. rok edukacji, dla uczniów w wieku 16–18 lat); kształci w kierunku ogólnym oraz specjalistycznym (w zakresie wiedzy teoretycznej i praktycznej), prowadzi do zdobycia kwalifikacji umożliwiających kształcenie na poziomie wyższym w Fachhochschule. W niektórych landach ten typ szkoły umożliwia kształcenie o 1 rok dłużej (13. rok edukacji) i przygotowuje do egzaminów uprawniających do kontynuowania edukacji na poziomie wyższym.
Dziedziny kształcenia to: biznes i administracja, kierunki techniczne, żywienie, rolnictwo, praca społeczna i zdrowie, projektowanie, bioinżynieria i ochrona środowiska. Kształcenie obejmuje naukę w szkole i szkolenie praktyczne. Przedmioty obowiązkowe bez względu na specjalizację obejmują: jęz. niemiecki, wiedzę o społeczeństwie, matematykę, nauki przyrodnicze, język obcy i przedmiot zawodowy. Szkolenie praktyczne odbywa się w pierwszym roku nauki (11. roku edukacji) w miejscu pracy (fabryce, przedsiębiorstwie, instytucji) związanej z wybraną specjalizacją. Zaliczona wcześniej praktyka zawodowa może powodować przejście bezpośrednio na kolejny, czyli 2. rok (12. rok edukacji).

### Berufliches Gymnasium/Fachgymnasium
Berufliches Gymnasium/Fachgymnasium to wyższy poziom
Gymnasium ze specjalizacją zawodową. Gymnasium z zasady oferuje ciągły tok nauki od 5. do 12. lub 13. roku edukacji.
Ten typ szkoły nie ma odpowiednika na niższym poziomie – w praktyce w niektórych landach są to ostatnie 3 lata Gymnasium ze specjalizacjami zorientowanymi na konkretne zawody. Przedmioty zawodowe są dodane do programów nauczania ogólnego obowiązującego w szkole ogólnokształcącej na tym poziomie i są zdawane podczas egzaminu końcowego. Przedmioty zawodowe, takie jak np.: przedsiębiorczość, biznes, technika, technologia informacyjna, żywienie, agronomia, nauki społeczne i o zdrowiu, jeśli są realizowane w trybie intensywnym, mogą być zdawane na egzaminie maturalnym zamiast przedmiotów ogólnych. Niektóre Berufliches Gymnasium/Fachgymnasium oferują uczniom możliwość uzyskania podwójnych kwalifikacji, tj. kwalifikacji umożliwiających podjęcie studiów wyższych, zgodnie z prawem obowiązującym na terenie danego landu. Ten typ kształcenia zawodowego oferują również inne instytucje np. Oberstufenzentren (centrum wyższego kształcenia zawodowego), trwa ono zazwyczaj od 3 do 4 lat.

### Berufsoberschule– zawodowa szkoła średnia
Szkolnictwo typu Berufsoberschule powstało w niektórych landach w celu umożliwienia uczniom, którzy kształcili się w systemie dualnym, dostępu do edukacji na poziomie wyższym. Kształcenie w Berufsoberschule trwa 2 lata w pełnym wymiarze godzin i kończy się egzaminem maturalnym. Niektóre szkoły oferują także odpowiednio dłuższy cykl kształcenia w niepełnym wymiarze godzin. Uczniowie przyjmowani są do Berufsoberschule na podstawie Mittlerer Schulabschluss – certyfikatu uzyskiwanego po ukończeniu szkoły średniej pierwszego stopnia – oraz po odbyciu dwóch lat kształcenia zawodowego lub pięciu lat praktyki zawodowej.

## Kształcenie w systemie dualnym
Ponad 2⁄3 młodzieży kończącej szkołę obowiązkową wybiera jako dalszą ścieżkę edukacyjną kształcenie zawodowe w systemie dualnym. Trwa ono 2 lub 3 lata, w zależności od wyboru specjalizacji (zawodu). System nazywany jest dualnym ponieważ zakłada, że nauka odbywa się w dwóch miejscach: zakładzie pracy oraz szkole (Berufsschule). Celem systemu jest zapewnienie możliwie najlepszej edukacji zawodowej, tj. właściwie skonstruowanego profilu kształcenia umożliwiającego zdobycie umiejętności, wiedzy i kwalifikacji zawodowych niezbędnych do wykonywania danego zawodu w zmieniających się okolicznościach rynku pracy. System umożliwia ponadto zdobycie wymaganego doświadczenia zawodowego. Uczeń kończący kształcenie w systemie dualnym posiada formalne kwalifikacje do podjęcia pracy w jednym z 350 zawodów regulowanych. Jedynym warunkiem koniecznym do rozpoczęcia nauki w systemie dualnym jest uzyskanie świadectwa ukończenia szkoły obowiązkowej. Nie ma innych dodatkowych wymagań – możliwość kształcenia w systemie dualnym jest otwarta dla wszystkich.
Większość kandydatów decyduje się na podjęcie kształcenia w tym systemie od razu po zakończeniu edukacji na poziomie średnim pierwszego stopnia, choć około 20% uczniów wybiera tę formę kształcenia dopiero po ukończeniu szkoły średniej drugiego stopnia.
Osoba podejmująca szkolenie zawodowe w systemie dualnym jest zatrudniona na podstawie umowy cywilnoprawnej pomiędzy nią a zakładem pracy oferującym szkolenie. Na podstawie umowy, uczeń ma obowiązek podjąć szkolenie praktyczne (w miejscu pracy) i teoretyczne (w szkole). Uczniowie spędzają na ogół od 3 do 4 dni w miejscu pracy i 1 lub 2 dni w tygodniu w szkole. Przedsiębiorca ponosi koszt szkolenia w miejscu pracy i wypłaca pensję ustalaną na zasadzie kontraktu negocjowanego w oparciu o umowę zbiorową. Wysokość pensji wzrasta z każdym rokiem szkolenia i równa się średnio 1⁄3 wynagrodzenia wykwalifikowanego pracownika rozpoczynającego pracę. Umiejętności, wiedza i kwalifikacje zawodowe jakie uczeń zdobywa w trakcie kształcenia w systemie dualnym zostały określone w specjalnych regulacjach – szczegółowe cele szkolenia w miejscu pracy określa dla każdego ucznia przedsiębiorca prowadzący szkolenie w dokumencie będącym indywidualnym planem szkoleniowym.

## Szkolenie zawodowe w miejscu pracy
W Niemczech szkolenie zawodowe w miejscu pracy zorganizowane jest na podstawie regulacji federalnych wypracowanych wspólnie przez landowe ministerstwa oświaty, podmioty odpowiedzialne w poszczególnych landach za edukację zawodową, pracodawców i związki zawodowe.
Szkolenie zawodowe w miejscu pracy odbywa się głównie w przedsiębiorstwach związanych z przemysłem, handlem oraz sektorem usług, ale także, choć w znacznie mniejszym stopniu, w prywatnych gospodarstwach domowych. Wymogi dotyczące poszczególnych zawodów, które uczeń powinien spełnić podczas szkolenia określone są federalnymi przepisami (Ausbildungsordnungen). Monitoring i kontrolę spełniania przez zakłady pracy szkolące standardów kształcenia każdego zawodu prowadzą lokalne izby przedsiębiorców.
Szkolenie praktyczne w miejscu pracy zapewnia kwalifikacje potrzebne w danej praktyce zawodowej. Umiejętności i wiedza dla poszczególnych zawodów zostały ujęte w planie ramowym określającym czas trwania i konkretne treści nauczania. Plan ramowy jest podstawą do stworzenia indywidualnego programu nauczania w poszczególnych przedsiębiorstwach. Częstą praktyką jest, że przedsiębiorstwa szkolące, które nie mogą same zapewnić realizacji wszystkich treści nauczania określonych prawem, łączą się z innymi przedsiębiorstwami tworząc stowarzyszenia, sieci przedsiębiorstw czy wspólne centra szkoleniowe, które mogą oferować dodatkowe elementy szkolenia (np. te wymagające specjalistycznego sprzętu), których nie są w stanie zapewnić mniejsze przedsiębiorstwa.

## Kształcenie zawodowe w szkole
Kształcenie w szkole zawodowej (Berufsschule) ma na celu przekazanie wiedzy ogólnej i teoretycznej wiedzy zawodowej.
Tygodniowy plan nauczania przewiduje 4 godziny lekcyjne przedmiotów ogólnych (jęz. niemiecki, nauki społeczne i ekonomia, religia i sport) niezależnie od wybranej specjalizacji oraz 8 godzin lekcyjnych przeznaczonych na przedmioty zawodowe. Języki obce są uwzględniane w puli przedmiotów zawodowych w takim zakresie w jakim są istotne w danym zawodzie (np. w pracy biurowej, w specjalności hotelarskiej).
Organizacja nauki w szkole odbywa się w porozumieniu z przedsiębiorstwami i instytucjami nadzorującymi szkołę oraz właściwymi przedstawicielami przemysłu w celu zapewnienia uczniom najdogodniejszych warunków kształcenia.